# ロッキー・ファレス
ロッキー・ファレス（Rocky Juarez、1980年4月15日 - ）は、アメリカ合衆国の男性プロボクサー。テキサス州ヒューストン出身。本名はリカルド・ファレス（Ricardo Juárez）。メキシコ系アメリカ人。

## 来歴

### アマチュア時代
1997年、ハンガリーのブダペストで開催された1997年世界ボクシング選手権大会にフェザー級(57kg)で出場し、1回戦で敗退した
1999年、アメリカのヒューストンで開催された1999年世界ボクシング選手権大会にフェザー級(57kg)で出場し、優勝した
2000年、オーストラリアのシドニーで開催されたシドニーオリンピックにフェザー級(57kg)で出場し、決勝で敗れ銀メダルを獲得した

### プロ時代
2001年1月13日、プロデビュー。
2005年8月20日、WBC世界フェザー級暫定王座決定戦でウンベルト・ソト（ メキシコ）と対戦し、0-3（112-114、113-114、113-114）の僅差判定負けで王座獲得ならず。キャリア初黒星を喫し、デビュー以来の連勝記録は23でストップした。
2006年5月20日、WBC世界スーパーフェザー級王者マルコ・アントニオ・バレラ（ メキシコ）に挑戦し、1-2の判定負けで王座獲得ならず。
2006年9月16日、WBC世界スーパーフェザー級王者マルコ・アントニオ・バレラにダイレクトリマッチで再挑戦し、0-3の判定負けで王座獲得ならず。
2007年11月3日、WBC世界スーパーフェザー級王者ファン・マヌエル・マルケス（ メキシコ）に挑戦し、0-3の大差判定負けで王座獲得ならず。
2009年2月28日、WBA世界フェザー級王者クリス・ジョン（ インドネシア）に挑戦し、0-0の判定ドローで王座獲得ならず。
2009年9月19日、WBA世界フェザー級スーパー王者クリス・ジョンに再挑戦し、0-3の判定負けで王座獲得ならず。
2010年4月3日、NABF北米スーパーフェザー級王者ジェイソン・リーツォー（ アメリカ合衆国)と対戦し、ファレスの7回終了時棄権により王座獲得に失敗した。
2010年7月31日、元WBC世界フェザー級王者で元WBA世界スーパーフェザー級王者のホルヘ・リナレス（ ベネズエラ）とWBAフェデラテンライト級暫定王座決定戦で対戦し、0-3の判定負けを喫し、王座獲得に失敗した。
2011年2月9日、アレハンドロ・サナブリア（ メキシコ）とWBCアメリカ大陸スーパーフェザー級王座決定戦で対戦し、0-3の判定負けを喫し、王座獲得に失敗した。
その後、2012年6月2日の試合までに6連敗を喫する。
2014年5月26日、レネ・アルバラードと対戦し、番狂わせとなる12回3-0の判定勝ちを収め、WBCフェザー級シルバー王座を獲得した。
2015年1月26日、ロビンソン・カステラノスと対戦するが、5回に1度、12回に3度ダウンを奪われ大差判定負けを喫し、試合後にリング上で引退を発表した。